# Небо над Берліном
Не́бо над Берлі́ном (нім. Der Himmel über Berlin; англ. Wings of Desire — Крила бажання) — французько-німецький художній фільм Віма Вендерса, одна з найвідоміших його робіт. Фільм відзначений на Каннському кінофестивалі в номінації «Найкращий режисер». 1993 року Вім Вендерс зняв продовження цієї історії, — фільм «Так далеко, так близько!», в якому на землю спускаеться другий його герой, ангел Кассіель.
У фільму є рімейк 1998 року — «Місто ангелів» режисера Бреда Сілберлінга (англ. Brad Silberling).

## Сюжет фільму
Два ангели, Даміель і Кассіель, читають сокровенні думки людей, насолоджуться свободою і одночасно трішки заздрять смертним, але приречені на безсмертя. У світі ангелів немає часу та фізичних відчуттів, а є лише дух та думка. Даміель покохав циркову акробатку Маріон і через це обирає земне життя з усіма його недоліками і вадами.

## В ролях
- Бруно Ганц — Даміель
- Солвейг Домартін — Маріон
- Отто Зандер — Кассіель
- Курт Буа — Гомер
- Пітер Фальк
- Ханс Мартін Стір
- Нік Кейв